# 네지메 신고
네지메 신고(일본어: 根占 真伍, 1984년 12월 22일 ~ )는 일본의 전 축구 선수이다.

## 구단 경력
과거 도쿄 베르디, 요코하마 FC, 로아소 구마모토에서 활동하였다.

## 국가대표팀 경력
그는 2001년 FIFA U-17 세계 축구 선수권 대회에 참가할 일본 U-17 국가대표팀에 발탁되었으며, 3경기에 출전했다.